# Cneu Sêncio Saturnino (cônsul em 41)
Cneu Sêncio Saturnino (em latim: Gnaeus Sentius Saturninus), dito o Jovem ou Menor (em latim: Minor), foi um senador romano eleito cônsul romano em 41 primeiro com o imperador Calígula e depois com Pompônio Segundo. Originário de uma família patrícia de Atina, no Lácio, era filho de Cneu Sêncio Saturnino, cônsul sufecto em 4.

## Carreira
Saturnino foi edil em 37 e pretor urbano antes de 41, quando chegou ao consulado. Em 21 de janeiro, Calígula foi assassinado por Cássio Quereia e Saturnino discursou no senado romano pedindo a volta da liberdade e instando aos seus companheiros senadores a preservá-la. O seu anel, que tinha gravada a imagem de Calígula, foi colhido e destruído por outro senador, Marco Trebélio Máximo. Quando Cláudio foi declarado imperador pela Guarda Pretoriana, Saturnino e o cônsul sufecto eleito para terminar o consulado de Calígula, Pompônio Segundo, prepararam-se a opor-se ao novo monarca, pela força se for necessário, e assim restabelecer o poder do senado como no período republicano. Porém, o exército romano declarou seu apoio a Cláudio e, depois de algumas conversas, a maioria dos senadores desistiu da resistência.
Apesar do começo conturbado, Cláudio levou Saturnino consigo em sua campanha na Britânia, em 43, onde conseguiu vitórias que lhe valeram a ornamenta triumphalia.
Foi atribuído a Lino a cura de sua filha enquanto cônsul, considerada endemoniada. E foi justamente Saturnino quem proferiu sua sentença de morte. Diz-se que, influenciado pelos sacerdotes, ordenou que São Lino fosse decapitado, feito consumado no dia 23 de setembro do ano 79.
Na época de Nero, Saturnino foi executado (ou forçado a cometer suicídio) e sofreu uma pena de damnatio memoriae em 66, o que indica que ele já estava morto nesta data. Sabe-se também que Saturnino era membro do colégio dos quindecênviros dos fatos sagrados e amigo do futuro imperador Vespasiano.